# John Mashego
John Mashego  (White River, Mpumalanga,  3 januari 1951) is een professioneel golfer uit Zuid-Afrika.
Mashego is de eerste zwarte golfer die een toernooi op de Sunshine Tour won. Dit was in 1991, het eerste jaar dat zwarte spelers werden toegelaten op de toernooien van de Zuid-Afrikaanse Tour.
Inmiddels heeft John Mashego meer dan 250 toernooien op de Tour gespeeld, en er is geen tweede overwinning bij gekomen, zijn beste jaren waren voorbij. Hij speelt nu op de Europese Senior Tour, waar hij steeds rond de 50ste plaats op hun Order of Merit eindigt.

## Gewonnen
- 1991: Bushveld Classic na play-off tegen Steve van Vuuren en Ian Palmer in een play-off versloeg.